# Chrysotus inermis
Chrysotus inermis är en tvåvingeart som beskrevs av Samuel Wendell Williston  1896. Chrysotus inermis ingår i släktet Chrysotus och familjen styltflugor. Inga underarter finns listade i Catalogue of Life.